# Esteve Burés i Rosal
Esteve Burés i Rosal (Manresa, s. xix - Barcelona, 1919) fou un compositor, violinista i pedagog català. Fou professor de violí i director de la banda del Conservatori de Manresa.
El musicòleg Felip Pedrell el cita tot dient: «Figura el nombre de este compositor como asociado residente en Manresa, en la Lista de la Sociedad de autores, compositores y editores de música, establecida en Madrid».

## Obres
La seva obra destaca per la seva producció de música per a orquestra o cobla, destinada als balls de festa. Algunes de les seves composicions poden trobar-se als fons digitalitzats de la Societat Coral Erato:
- Valz-Jota Villita. Mazurka Delfina. Danza La Aldeana. Polka Lolita.[3]
- Americana Dos Flores. Americana ¡Desconsolada!.[4]
- Mazurqas Serafina i Pepilla.[5]
- Rigodones Los Asturianos.[6]
- Valz El Marqués. Danza Flor perdida.[7]
- Valz-Jota Gallito. Schotisch Los Diplomáticos.[8]
- Vals-Jota Machaquito. Scotisch Los Japoneses.[9]
- Valz-Jota El Chulo. Americana Benilda.[10]

Així mateix, la Biblioteca Nacional de España disposa d'una partitura manuscrita i de dos enregistraments sonors:
- Couplet: El jilguero de mi novio (partitura manuscrita).[11]
- Pasodoble A los toros! (enregistrament sonor).[12]
- Mazurca Ideal (enregistrament sonor).[13]